# Louis Crespel de La Touche
Louis Marie Crespel de Latouche est un homme politique français né le 31 mai 1808 à La Roche-Bernard (Morbihan) et décédé le 31 mai 1849 à Paris.

## Biographie
Louis Marie Crespel de La Touche est le fils d'Antoine Crespel de La Touche, négociant, maire de La Roche-Bernard et conseiller général du Morbihan, chevalier de la Légion d'honneur, et de Marie Prudence Levesque (sœur de Louis-Hyacinthe Levesque).
Avoué à Nantes , il est conseiller municipal de Nantes en 1843 et conseiller général pour le canton de La Roche-Bernard en 1848. Il est élu représentant du Morbihan à l'Assemblée constituante le 23 avril 1848.
À la Chambre, il siégeant à droite avec les légitimistes et suit le plus souvent les inspirations de son collègue du même département, Henri de La Rochejaquelein, et se prononce notamment contre le rétablissement du cautionnement (9 août 1848), pour les poursuites contre Louis Blanc et contre les poursuites contre Caussidière (26 août), contre le maintien de l'état de siège (2 septembre), contre l'amendement Grévy (7 octobre), pour la sanction de la constitution par le peuple (23 octobre), contre l'ensemble de cette constitution (4 novembre), pour la suppression de l'impôt sur le sel (27 décembre), pour la proposition Rateau (12 janvier 1849), contre l'amnistie générale (1er février), pour l'interdiction des clubs (21 mars) et pour les crédits de l'expédition de Rome (16 avril).
Le 13 mai 1849, il est réélu représentant du même département à l'Assemblée législative.